# VRijland
VRijland was een Nederlandse jeugdserie van de KRO die van 2010 tot 2013 uitgezonden werd bij Zapp.

## Seizoenen
| Seizoen | Start            | Einde            | Kijkcijfers |
| ------- | ---------------- | ---------------- | ----------- |
| 1       | 18 oktober 2010  | 15 april 2011    | N.N.B       |
| 2       | 3 oktober 2011   | 6 april 2012     | N.N.B       |
| 3       | 3 september 2012 | 29 maart 2013    | N.N.B       |
| 4       | 2 september 2013 | 27 december 2013 | N.N.B       |

## Verhaal

### Seizoen 1
Het eerste seizoen ging van start op 18 oktober 2010. In april 2011 werd de laatste aflevering van het eerste seizoen uitgezonden. Het eerste seizoen ging over een groep kinderen en een groep jongeren die avonturen beleven in een klein dorpje genaamd: Rijland. Zo is er strijd om een schatkaart, wordt er kattenkwaad uitgehaald. De jongens werken aan hun brommers en de meiden willen het liefst model worden. De serie is in de zomer van 2010 opgenomen in Kockengen en het naburige Nieuwer Ter Aa. 

### Seizoen 2
Het hele dorp is in rep en roer: er komt een nieuwe burgemeester in Rijland. Iedereen laat trots zien hoe bijzonder het dorpje is. Alles krijgt de burgemeester te zien: van de snackbar tot het dorpshuis, van boerderijen tot de kapper. Maar de komst van de burgemeester en zijn gezin zorgt niet alleen voor een gezellig groepsgevoel, het schudt het hele dorp ook wakker. Deze man is namelijk heel wat van plan met VRijland en daar is lang niet iedereen blij mee... Nieuwe vriendschappen worden gesloten. Families komen onder druk te staan. Nieuwe liefdes worden geheim gehouden en andere geheimen worden ontrafeld.
Eind juni 2011 begonnen de opnames voor het tweede seizoen, dat werd uitgezonden van 3 oktober 2011 tot en met 6 april 2012.

### Seizoen 3
Dit seizoen zien we veel oude bekende gezichten terug, maar leren we ook een aantal nieuwe bewoners kennen. Zo hebben we de tweeling Barry en Milou, die samen met hun ouders en kleine zusjes Ana en Carmen het oude hotel van Gruwel Geertje betrekken. Ook Sam is nieuw in het dorp. Zij is samen met haar moeder Inge in Rijland komen wonen. Li woont al langer in Rijland. Hij runt samen met zijn vader ouwe Kees de uitdragerij aan de rand van het dorp. En wie is toch die geheimzinnige figuur die alles over iedereen lijkt te weten, maar zichzelf nooit laat zien…
Ook Lodewijk en Chantal krijgen samen iets. Maar is Lodewijk wel te vertrouwen? En wie is die geheime jongen die Chantal bedreigt?
In dit derde seizoen doen de VRijlanders een schokkende ontdekking in de tuin van het hotel, die het hele dorp compleet op zijn kop zet. Al snel ontdekken ze dat er allerlei plannen zijn waar de dorpsbewoners niets van mogen weten, en moeten ze alles op alles zetten om het dorp van de totale ondergang te redden. Vriendschappen komen hierbij onder druk te staan, angsten worden overwonnen en kleine en grote mysteries ontrafeld.
De eerste aflevering van dit seizoen was te zien op 3 september 2012.

### Seizoen 4
Het nieuwe seizoen van VRijland brengt nieuwe personages en nieuwe avonturen. Naast oude bekenden als Chantal, Marjolein, Lodewijk, Milou en Barry maken we dit seizoen kennis met Tom en Louis, Pip, Rico, Bellefleur en de zusjes Anna en Roos.
Veel van de avonturen spelen zich af op en rond een boerderij. De kinderen willen graag de boerderij overnemen en voor de dieren zorgen. Maar zo heel makkelijk is dat niet. Ze hebben geld nodig en het vertrouwen van hun ouders. Kunnen ze de boerderij houden?
Intussen zetten Chantal en haar nieuwe vriendin Pip een eigen tv-show op en zijn voortdurend op zoek naar primeurs. Pip heeft soms moeite met het diva-gedrag van Chantal. De twee doen wel een ontdekking: Rico en onderzoeker Mark de Zeeuw zijn bezig met een geheimzinnig onderzoek, maar waarnaar? Het laatste seizoen is in Vreeland opgenomen.
Seizoen 4 was in september 2013 van start gegaan.

## Rolverdeling

### Laatste seizoen
| Rol                  | Acteur               | Periode                             |
| -------------------- | -------------------- | ----------------------------------- |
| Marjolein Jaspers    | Kim Coelewij         | 18 oktober 2010 - 27 december 2013  |
| Chantal Spoor        | Sietske van der Bijl | 18 oktober 2010 - 27 december 2013  |
| Milou van Leeuwen    | Rachelle Verdel      | 3 september 2012 - 27 december 2013 |
| Lodewijk Wiersema    | Raynor Arkenbout     | 4 oktober 2012 - 27 december 2013   |
| Barry van Leeuwen #2 | Martijn Zeeman       | 2 september 2013 - 27 december 2013 |
| Pip Eisma            | Sophie van Leeuwen   | 2 september 2013 - 27 december 2013 |
| Bellefleur de Zeeuw  | Juliet Daalder       | 2 september 2013 - 27 december 2013 |
| Louis Verbeek        | Leendert de Ridder   | 5 september 2013 - 27 december 2013 |
| Tom Bosch            | Elindo Avastia       | 2 september 2013 - 27 december 2013 |
| Roos Dageraad        | Carla Pluymen        | 2 september 2013 - 27 december 2013 |
| Anna Dageraad        | Elodie Hooftman      | 2 september 2013 - 27 december 2013 |
| Rico de Lang         | Sahil Amar Aissa     | 3 september 2013 - 27 december 2013 |

### Bijrollen
| Rol                 | Acteur               | (Groot)ouder van / overige relatie                 | Seizoen         |
| ------------------- | -------------------- | -------------------------------------------------- | --------------- |
| Karin Jaspers       | Annette Barlo        | Jesse & Marjolein                                  | Vanaf seizoen 1 |
| Wiebe Jaspers       | Abel Nienhuis        | Jesse & Marjolein                                  | Vanaf seizoen 1 |
| Johanna Spoor       | Geerteke van Lierop  | Pieter, Chantal & Timon                            | Vanaf seizoen 1 |
| Pieter Spoor        | Finn Poncin          | Johanna, Chantal & Timon                           | Vanaf seizoen 1 |
| Alfred Verbeek      | Vastert van Aardenne | Valerie, Victor & Lucas (kinderen), Louis (Neefje) | Vanaf seizoen 2 |
| Maria van Leeuwen   | Mimi Ferrer          | Barry, Milou & Ana                                 | Vanaf seizoen 3 |
| Toon van Leeuwen    | Geert Timmers        | Barry, Milou & Ana                                 | Vanaf seizoen 3 |
| Mevrouw Schippers   | Ingeborg Ansing      | Julia                                              | vanaf seizoen 3 |
| Mark de Zeeuw       | Olaf Malmberg        | Bellefleur                                         | vanaf seizoen 3 |
| Professor Tournesol | Genio de Groot       | Mark (zoon), Bellefleur (kleindochter)             | vanaf seizoen 4 |
| Farah               | Hannah van der Sande | Tom                                                | vanaf seizoen 4 |
| Simone Dageraad     | Bodil de la Parra    | Roos & Anna                                        | vanaf seizoen 4 |
| Max Dageraad        | Jos van Hulst        | Roos & Anna                                        | vanaf seizoen 4 |

### Voormalige acteurs
| Rol                  | Acteur              | Periode                          |
| -------------------- | ------------------- | -------------------------------- |
| Wouter van der Brink | Thijs Hannema       | 1 november 2010 - 15 april 2011  |
| Mo                   | Mingus Dagelet      | 18 oktober 2010 - 15 april 2011  |
| Annemoon Schippers   | Quinty Appel        | 18 oktober 2010 - 15 april 2011  |
| Jannetje Mol         | Jade Olieberg       | 17 november 2010 - 15 april 2011 |
| Gerben Mans          | Niels Oosthoek      | 18 oktober 2010 - 15 april 2011  |
| Sander Kruithof      | Serge Mensink       | 18 oktober 2010 - 7 april 2012   |
| Guus Kruithof        | Jim Stuurman        | 18 oktober 2010 - 7 april 2012   |
| Daantje Kruithof     | Abbey Hoes          | 18 oktober 2010 - 7 april 2012   |
| Jochem Siegertsma    | Luuk Hartog         | 18 oktober 2010 - 7 april 2012   |
| Emma van der Brink   | Eva Oosters         | 1 november 2010 - 7 april 2012   |
| Lucas Verbeek        | Frederik Stuut      | 4 oktober 2011 - 7 april 2012    |
| Valerie Verbeek      | Amy van der Weerden | 4 oktober 2011 - 7 april 2012    |
| Merel Vogel          | Loes Kok            | 3 november 2011 - 14 maart 2012  |
| Tom                  | Nick van der Jagt   | 3 november 2011 - 14 maart 2012  |
| Jip Wansink          | Valerie Pos         | 4 oktober 2011 - 7 april 2012    |
| Soraya Landvreugd    | Selin Akkulak       | 18 oktober 2010 - 7 april 2012   |
| Pjotr Nowak          | Thomas Dutkiewicz   | 15 december 2011 - 7 april 2012  |
| Mirthe Siegertsma    | Emilie Pos          | 18 oktober 2010 - 7 april 2012   |
| Benthe Jacobs        | Madelief Bik        | 18 oktober 2010 - 15 april 2011  |
| Jesse Jaspers        | Tobias Kersloot     | 18 oktober 2010 - 29 maart 2013  |
| Timon Spoor          | Joost Koning        | 18 oktober 2010 - 29 maart 2013  |
| Joep Kruithof        | Bob van der Woude   | 18 oktober 2010 - 29 maart 2013  |
| Victor Verbeek       | Jelmer Ouwerkerk    | 4 oktober 2011 - 29 maart 2013   |
| Sam Bakker           | Mees Groot          | 3 september 2012 - 29 maart 2013 |
| Li de Boer           | Joji Kyle Na        | 3 september 2012 - 29 maart 2013 |
| Julia Jonkers        | Ingeborg Kemp       | 17 december 2012 - 29 maart 2013 |
| Barry van Leeuwen #1 | Jeffrey Arenz       | 3 september 2012 - 29 maart 2013 |
| Josephine de Leeuw   | Lien Gerlings       | 8 december 2012 - 29 mei 2013    |

### Voormalige bijrollen
| Rol                    | Acteur              | Periode       | Ouder van                    |
| ---------------------- | ------------------- | ------------- | ---------------------------- |
| Agnes Jacobs           | Sytske van der Ster | Seizoen 1     | Bente, Mo & Jannetje         |
| Renée Jacobs           | Ilse Heus           | Seizoen 1     | Bente, Mo & Jannetje         |
| Janice Landvreugd      | Anousha Nzumé       | Seizoen 1     | Soraya & Anthony             |
| Brian Landvreugd       | Gustav Borreman     | Seizoen 1     | Soraya & Anthony             |
| Sjaan Schippers        | Karien Noordhoff    | Seizoen 1     | Annemoon                     |
| John Landvreugd        | Mandela Wee Wee     | Seizoen 2     | Oom van Soraya & Anthony     |
| Melchior van der Brink | Peter Post          | Seizoen 1     | Wouter & Emma                |
| Daphne van der Brink   | Lieke Antonisen     | Seizoen 1     | Wouter & Emma                |
| Arie Kruithof          | Martijn Fischer     | Seizoen 1 & 2 | Sander, Daantje, Guus & Joep |
| Conny Kruithof         | Rosanne Hogewoning  | Seizoen 1 & 2 | Sander, Daantje, Guus & Joep |
| Hans Siegertsma        | Dimme Treurniet     | Seizoen 1 & 2 | Mirthe & Jochem              |
| Oma Gwen Landvreugd    | Chrisje Comvalius   | Seizoen 1 & 2 | Oma van Soraya & Anthony     |
| Esther Wansink         | Jacqueline Boot     | Seizoen 2     | Jip                          |
| Titia Verbeek          | Jet Pagnier         | Seizoen 2     | Valerie, Victor & Lucas      |
| Inge Bakker            | Babette van Veen    | Seizoen 3     | Sam                          |
| Hr. Wiersema           | Chris Tates         | Seizoen 3     | Lodewijk                     |
| (Ouwe) Kees de Boer    | Rogier Schippers    | Seizoen 3     | Li                           |

## Dvd's
Seizoen 1 van de serie is helemaal op dvd uitgebracht.
De KRO heeft bekendgemaakt dat er geen dvd's van de andere seizoenen zullen komen.
Seizoen 1 deel 1 (22 maart 2011)
Deze dvd omvat de afleveringen 1 t/m 45
Seizoen 1 deel 2 (21 juni 2011)
Deze dvd omvat de afleveringen 46 t/m 90
Seizoen 1 deel 3 (20 september 2011)
Deze dvd omvat de afleveringen 91 t/m 130